# عثربة (بعدان)

تعديل مصدري - تعديل

عثربة محلة تابعة لقرية هوي، التابعة لعزلة المنار بمديرية بعدان إحدى مديريات محافظة إب في الجمهورية اليمنية، بلغ تعداد سكانها 24 حسب تعداد اليمن لعام 2004.